# Juan Ruiz de Apodaca
Juan José Ruiz de Apodaca y Eliza Gastón de Iriarte López de Letona y Lasqueti, primo conte di Venadito (Cadice, 3 febbraio 1754 – Madrid, 11 gennaio 1835), è stato un ufficiale navale spagnolo, viceré della Nuova Spagna dal 20 settembre 1816 al 5 luglio 1821, durante la guerra d'indipendenza del Messico.

## Biografia

### Carriera militare
Juan Ruiz de Apodaca nacque a Cadice da una famiglia di mercanti borghesi. Entrò nella marina nel 1767, prendendo parte alla campagna contro i pirati algerini. Nel 1770 fu promosso al rango di alférez. Rimase in Perù dal 1770 al 1778, ed in Inghilterra nel 1779.
Dal 1781 al 1790 fu capitano, dopodiché gli fu assegnato l'incarico della ricostruzione del porto di Tarragona. Nell'ottobre del 1802 fu nominato comandante dell'arsenale di Cadice. Al comando di uno squadrone, fece molti miglioramenti alle strutture di Cadice. Quando i francesi invasero la Spagna si mise alla guida di quel che restava della marina spagnola, reduce dalla disfatta subita nella battaglia di Trafalgar. In seguito fu ambasciatore in Gran Bretagna e capitano generale della Florida e di Cuba (1812-1815). Aveva una reputazione di uomo di tatto e buon giudizio. Per i suoi servizi gli furono assegnate le croci militari di San Fernando e San Hermenegildo.

### Viceré della Nuova Spagna
Nonostante fosse stato nominato viceré all'inizio del 1816, fu solo il 20 settembre che assunse ufficialmente l'incarico da Félix María Calleja del Rey. Era un momento di grande turbolenza della guerra di indipendenza.
Il nuovo viceré offrì un'amnistia ai ribelli. Migliaia di insorti accettarono, e solo Vicente Guerrero a sud e Guadalupe Victoria e Nicolás Bravo a Veracruz continuarono la rivolta. Il viceré ordinò che in nessuna circostanza i ribelli dovessero essere sommariamente giustiziati.
Vietò l'uso degli aquiloni come misura di sicurezza, dato che spesso venivano usati sui tetti. Ricontrollò scrupolosamente i conti pubblici, scoprendo che il predecessore era stato molto accurato. Pagò i debiti pubblici. Ridiede vita ai settori commerciale ed estrattivo, per quanto possibile.
Il 17 aprile 1817, il caudillo liberale spagnolo Francisco Javier Mina e 308 volontari giunsero a Soto la Marina da Londra e New Orleans. Mina portava un manifesto in cui affermava che non lottava contro la Spagna, ma piuttosto contro la tirannia di re Ferdinando VII. Il 24 maggio le sue truppe iniziarono a marciare nell'entroterra per unirsi ai ribelli di Pedro Moreno presso il Fuerte del Sombrero, a nord-est di Guanajuato. Il viceré inviò uomini contro Mina ed i suoi alleati, guidati dal maresciallo di campo Pascual Liñán. Dopo la battaglia, Liñán uccise Marina catturando Mina presso il Rancho del Venadito, nei pressi di Silao (27 ottobre). Mina fu giustiziato tramite fucilazione (11 novembre). Per questo motivo il viceré ricevette il titolo di conte di Venadito.
Di nuovo pensò di aver risolto il problema dell'insurrezione.
Il viceré ricevette ordini di raddoppiare la vigilanza sulla costa. Non solo perché gli inglesi Cochrane e Wilson stavano preparando una spedizione contro la Nuova Spagna, ma anche perché gli insorti messicani di New York e Matagorda avevano comprato una cannoniera con la quale minacciavano il commercio costiero del Golfo del Messico. Catturarono una nave commerciale armata sulla rotta di Veracruz, uccidendone il capitano.
Stati Uniti, Francia e Gran Bretagna, dopo le guerre napoleoniche, avevano interesse a supportare le ribellione nei territori spagnoli. Lo statunitense William Robinson occupò Altamira e Tampico, sperando di dare nuovo impeto alla rivoluzione. Robinson fu fatto prigioniero a Tampico e spedito a Cadice. Fuggì a Gibilterra con l'aiuto dei britannici. Spagna e Stati Uniti firmarono il trattato Adams-Onís il 22 febbraio 1819. Questo trattato stabiliva i confini tra Stati Uniti e Nuova Spagna. Gli Stati Uniti ottennero la Florida rinunciando alla proprietà del Texas. La Spagna rinunciò anche all'Oregon.
Il precedente viceré, Calleja, aveva costruito un forte nella vecchia industria di tabacco di Città del Messico, chiamato La Ciudadela. Ruiz de Apodaca lo trasformò in magazzino per armi e munizioni, soggetto a piccoli furti. Ordinò al brigadiere Francisco Novella di prendere in carico La Ciudadela fermando i ladri. Novella considerava questo incarico indegno per lui, e riuscì ad ottenere il supporto della Audiencia. Questo incidente rese Novella un nemico di Ruiz de Apodaca, e fu proprio Novella che lo depose e rimpiazzò nel 1821.

### Il progetto di Iturbide
Il 1º gennaio 1820, il colonnello Rafael del Riego fece scoppiare una rivolta in Andalusia, Spagna, chiedendo che venisse ripristinata la costituzione del 1812. Il despota Ferdinando VII, che l'aveva abolita il 14 maggio 1814, fu costretto a giurare sulla costituzione il 9 marzo 1820, ordinando di ripristinarla in tutti i possedimenti spagnoli.
Quando l'ordine giunse in Nuova Spagna, il viceré Ruiz de Apodaca ne rimandò la pubblicazione durante negoziazioni segrete svoltesi nella chiesa di La Profesa. Il 7 marzo 1821 i negoziati giunsero alla decisione di dichiarare l'indipendenza della Nuova Spagna, accompagnando la cosa con l'offerta fatta a Ferdinando di instaurare una monarchia assoluta, senza costituzione.
Per far funzionare questo progetto era necessario un appoggio militare. Per questo motivo il viceré scelse il generale Agustín de Iturbide per rappresentare la colonia, liberandolo da un'accusa giudiziaria di comportamento scorretto a El Bajío. Il progetto divenne noto col nome di Plan de Iturbide. A Iturbide era stato concesso il comando delle truppe del re nella parte meridionale della colonia, il 9 novembre 1820.
Il viceré giurò sulla costituzione del 1812 il 31 maggio 1820.

### Il progetto di Iguala
Seguendo la propria ambizione, Iturbide tenne una relazione epistolare e poi si incontrò col generale a capo degli insorti che avrebbe dovuto combattere, Vicente Guerrero (10 febbraio 1821). I due decisero di dichiarare l'indipendenza del Messico. Questo decisione fu comunicata il 2 marzo 1821, nella città di Iguala, nell'odierno Stato di Guerrero.
L'accordo fu noto col nome di Plan de Iguala. Invitava il viceré Ruiz de Apodaca a diventare la guida del movimento indipendentista. Il viceré rifiutò l'offerta, e dichiarò Iturbide traditore e fuorilegge. Spedì truppe contro di lui, ma le truppe si ribellavano unendosi ad Iturbide. Il tenente colonnello Antonio López de Santa Anna aderì al Plan de Iguala a Japala, il 29 maggio 1821.

### Lo spodestamento di Ruiz de Apodaca
I fedeli al re, guidati dal brigadiere Buceli, dichiararono Ruiz de Apodaca inetto e lo deposero il 5 luglio 1821. Ruiz fu mandato in Spagna per affrontare le accuse a suo carico, ma fu assolto e ritornò ai suoi doveri. Fu capitano generale della marina spagnola al tempo della sua morte, avvenuta nel 1835.
Il generale Francisco Novella fu viceré ad interim fino all'arrivo del nuovo viceré, Juan O'Donojú, poco tempo dopo. I trecento anni di dominio spagnolo del Messico erano quasi giunti alla fine.

## Retaggio
Apodaca a Monterrey, nel Nuevo León (Messico), prende da lui il nome.